# Santa Quitéria do Maranhão
Santa Quitéria do Maranhão – miasto i gmina w Brazylii, w Regionie Północno-Wschodnim, w stanie Maranhão.  
Ma powierzchnię 1917,58 km². Według danych ze spisu ludności w 2010 roku gmina liczyła 29 191 mieszkańców, a gęstość zaludnienia wynosiła 15,22 osób/km². Dane szacunkowe z 2019 roku podają liczbę 25 642 mieszkańców. 
W 2017 roku produkt krajowy brutto per capita wyniósł 6451,79 reali brazylijskich.
Gminę utworzono w 1912 roku.